# 앙상블 플라네타
앙상블 플라네타(영어: Ensemble Planeta, 일본어: アンサンブル・プラネタ 안산부루 푸라네타[*])는 일본의 여성 아 카펠라 음악 그룹이다. 서양 고전 음악(클래식) 노래, 유럽의 민요 등을 독특한 스타일로 부르는 것이 특징이다.
노래의 편곡, 프로듀싱은 카키아게 나호코(일본어: 書上 奈朋子)가 맡고 있으며 2집까지는 키시 지로(일본어: 岸健 二郎)가 맡았다. 레퍼토리는 바로크 음악, 고전주의 음악 작품이나 유럽 각지의 민요를 중심으로 했지만 5집부터는 낭만주의 음악을 기반으로 하고 있다.

## 구성원
- 토마루 하나에 (일본어: 戸丸 華江) - 소프라노, 2001년 ~ 현재
- 이토 미사코 (일본어: 伊藤 美佐子) - 소프라노, 2001년 ~ 현재
- 키타즈메 카즈요 (일본어: 北爪 和代) - 메조소프라노, 2007년 ~ 현재
- 타노 아키코 (일본어: 田野 亜希子) - 메조소프라노, 2009년 ~ 현재

### 이전 구성원
- 타테이시 레이 (일본어: 立石 玲) - 소프라노, 2001년 ~ 2002년
- 타카하시 미치코 (일본어: 高橋 美千子) - 소프라노, 2001년 ~ 2006년
- 무라타 에츠코 (일본어: 村田 悦子) - 알토, 2002년 ~ 2007년
- 이케시로 요시코 (일본어: 池城 淑子) - 소프라노, 2001년 ~ 2009년

## 음반

### 앨범
- 《Ensemble Planeta 앙상블 플라네타》 (일본어: Ensemble Planeta アンサンブル・プラネタ, 2001년 11월 21일)
- 《Maiden's Lament 처녀의 슬픔》 (일본어: Maiden's Lament 乙女の嘆き, 2002년 6월 19일)
- 《ARIA 아름다운 아리아》 (일본어: ARIA 麗しのアリア, 2003년 4월 16일)
- 《étoile 에투알》 (일본어: étoile エトワール, 2003년 11월 6일)
- 《romance 사랑의 로맨스》 (일본어: romance 愛のロマンス, 2004년 5월 19일)
- 《Choral 코럴》 (일본어: Choral コラール, 2005년 7월 20일)
- 《Largo 라르고》 (일본어: Largo ラルゴ, 2006년 11월 15일)
- 《아 카펠라 - 일본의 서정 가요》 (일본어: ア・カペラ-日本の叙情歌, 2009년 6월 17일)

## 같이 보기
- 익센트릭 오페라